# Liste der Kulturdenkmale in Nordstrand (Gemeinde)
In der Liste der Kulturdenkmale in Nordstrand sind alle Kulturdenkmale der schleswig-holsteinischen Gemeinde Nordstrand (Kreis Nordfriesland) und ihrer Ortsteile aufgelistet (Stand: 10. März 2025).

## Legende
In den Spalten befinden sich folgende Informationen:
- Objekt-ID: die Nummer des Kulturdenkmales
- Lage: die Adresse des Kulturdenkmales und die geographischen Koordinaten. Kartenansicht, um Koordinaten zu setzen. In der Kartenansicht sind Kulturdenkmale ohne Koordinaten mit einem roten Marker dargestellt und können in der Karte gesetzt werden. Kulturdenkmale ohne Bild sind mit einem blauen Marker gekennzeichnet, Kulturdenkmale mit Bild mit einem grünen Marker.
- Offizielle Bezeichnung: Bezeichnung des Kulturdenkmales
- Beschreibung: die Beschreibung des Kulturdenkmales
- Bild: ein Bild des Kulturdenkmales

## Sachgesamtheiten
| Objekt-ID      | Lage                                             | Offizielle Bezeichnung                              | Beschreibung | Bild                             |
| -------------- | ------------------------------------------------ | --------------------------------------------------- | --- | -------------------------------- |
| 40634 Wikidata | Odenbüll (54° 29′ 30″ N, 8° 50′ 48″ O)           | Kirche St. Vincenz                                  | Aktualisierung vorgesehen - Begründung: geschichtlich, künstlerisch, städtebaulich, Kulturlandschaft prägend - Schutzumfang: Kirche St. Vinzenz mit Ausstattung, Kirchhof, Grabmale bis 1870 | weitere Fotos \| Fotos hochladen |
| 50345          | Osterdeich 108 (54° 30′ 4″ N, 8° 50′ 56″ O)      | Wohn- und Wirtschaftsgebäude (sog. Deichgrafenhaus) | Hofanlage; 1730; sog. Deichgrafenhaus, eingeschossiger Backsteinbau auf hakenförmigem Grundriss, Backengiebel, reetgedecktes Walmdach, Lage auf Warft direkt hinter dem Deich von 1657, großer Obstgarten - Begründung: geschichtlich, städtebaulich, Kulturlandschaft prägend - Schutzumfang: Wohn- und Wirtschaftsgebäude (sog. Deichgrafenhaus), Grundstück mit Obstgarten     | BW                               |
| 52060          | Trendermarschweg 12 (54° 28′ 3″ N, 8° 50′ 34″ O) | Pynackerhof                                         | Pynackerhof; 2. H. 19. Jh./1896; Ensemble aus eingeschossigem, traufständigen Bauernhaus aus Backstein mit Reetdach auf Warft und Obstgarten mit altem Baumbestand auf rechteckiger, von Wassergräben umschlossener Warftfläche - Begründung: geschichtlich, künstlerisch, Kulturlandschaft prägend - Schutzumfang: Bauernhaus mit Warft, Obstgarten mit Graben um den Obstgarten | BW                               |

## Bauliche Anlagen
| Objekt-ID      | Lage                                             | Offizielle Bezeichnung                                       | Beschreibung | Bild                             |
| -------------- | ------------------------------------------------ | ------------------------------------------------------------ | --- | -------------------------------- |
| 31429          | Hammchaussee 5 (54° 28′ 58″ N, 8° 55′ 11″ O)     | Hof „Rungholt“                                               | Hof „Rungholt“; 1936; eingeschossiges Wohn- und Wirtschaftsgebäude über L-förmigem Grundriss, pfannengedecktes Walmdach, Wohnhaus mit Spitzgiebel über dem Hauseingang, blechverkleideter Scheunenflügel mit Durchfahrtsloo - Begründung: geschichtlich, Kulturlandschaft prägend - Schutzumfang: gesamtes Objekt - Denkmaltyp: Bauliche Anlage | BW                               |
| 13896 Wikidata | Herrendeich (54° 29′ 2″ N, 8° 51′ 18″ O)         | Röm.-kath. Kirche St. Knud                                   | Die Kirche wurde in der Zeit von 1864 bis 1866 erbaut. Alteintragung (Aktualisierung vorgesehen) - Begründung: geschichtlich, künstlerisch, städtebaulich - Schutzumfang: gesamtes Objekt - Denkmaltyp: Bauliche Anlage | Fotos hochladen                  |
| 4114 Wikidata  | Odenbüll (54° 29′ 30″ N, 8° 50′ 48″ O)           | Kirche St. Vincenz mit Ausstattung                           | Die evangelische Kirche stammt aus dem 13. Jahrhundert. In den Jahren 1886 bis 1889 wurde die Kirche nach Westen verlängert. Im Inneren befindet sich ein Altar aus dem Jahre 1480. Die achteckige Taufe stammt aus dem 15. Jahrhundert, die Kanzel wurde 1605 erstellt. Alteintragung (Aktualisierung vorgesehen) - Begründung: geschichtlich, künstlerisch, städtebaulich - Schutzumfang: gesamtes Objekt - Denkmaltyp: Bauliche Anlage, Sachgesamtheit: Kirche St. Vinzenz                                               | weitere Fotos \| Fotos hochladen |
| 3494 Wikidata  | Osterdeich 1 (54° 29′ 6″ N, 8° 51′ 19″ O)        | Altkath. Kirche „St. Theresia“ mit Ausstattung und Pfarrhaus | Die Kirche wurde 1662 erbaut. Nach der Flutkatastrophe 1634 holte Graf Gotdorf Deichbauer aus Holland und Brabant, um neue Deiche zu bauen und enteignete die Nordstrander. Für diese Holländer wurde die Kirche errichtet. Im Inneren ein Gemälde aus dem 17. Jahrhundert, es stellt den Gekreuzigten dar. Der Tabernakel stammt aus dem 18. Jahrhundert. Alteintragung (Aktualisierung vorgesehen) - Begründung: geschichtlich, künstlerisch, städtebaulich - Schutzumfang: gesamtes Objekt - Denkmaltyp: Bauliche Anlage | weitere Fotos \| Fotos hochladen |
| 22650          | Osterdeich 108 (54° 30′ 5″ N, 8° 50′ 55″ O)      | Deichgrafenhaus: Bauernhaus und Wirtschaftsgebäude           | Wohn- und Wirtschaftsgebäude; 1730; sog. Deichgrafenhaus, eingeschossiger Backsteinbau auf hakenförmigem Grundriss, Backengiebel über dem Eingang, reetgedecktes Walmdach, im Innern reiche Ausstattung des 18. Jhs., Lage auf Warft direkt hinter dem Deich von 1657, großer Obstgarten - Begründung: geschichtlich, städtebaulich, Kulturlandschaft prägend - Schutzumfang: gesamtes Objekt - Denkmaltyp: Bauliche Anlage, Sachgesamtheit: Wohn- und Wirtschaftsgebäude (sog. Deichgrafenhaus)                            | BW                               |
| 6202           | Schulweg 5 (54° 28′ 39″ N, 8° 52′ 23″ O)         | Geesthardenhaus                                              | Geesthardenhaus; im Kern 17. Jh., Bauphasen des 18.-20. Jh.; eingeschossiger langgestreckter Backsteinbau unter reetgedecktem Schopfwalmdach, Mauerwerk mit Ziermauerung in gelbem Backstein, Zwerchhäuser an Süd- und Nordseite; Warft mit Gräben - Begründung: geschichtlich, Kulturlandschaft prägend - Schutzumfang: Geesthardenhaus, Warft, Graben - Denkmaltyp: Bauliche Anlage | BW                               |
| 12426          | Süderhafen 15 (54° 28′ 13″ N, 8° 54′ 39″ O)      | Windmühle „Engel“                                            | Windmühle „Engel“; 1888/1893; zweistöckiger Galerieholländer mit Windrose und Jalousieflügeln, zweigeschossiger, quadratischer Backsteinunterbau, angeschlossenes ehem. Müllerwohnhaus unter Satteldach - Begründung: geschichtlich, technisch, Kulturlandschaft prägend - Schutzumfang: gesamtes Objekt - Denkmaltyp: Bauliche Anlage | weitere Fotos \| Fotos hochladen |
| 9174 Wikidata  | Trendermarschweg 12 (54° 28′ 3″ N, 8° 50′ 33″ O) | Pynackerhof: Bauernhaus                                      | Bauernhaus; 1896; eingeschossiger, traufständiger Backsteinbau unter reetgedeckten Schopfwalmdach, Zwerchhäuser an Front und Rückseite, Stallteil mit Lootor; Warft - Begründung: geschichtlich, künstlerisch, Kulturlandschaft prägend - Schutzumfang: Bauernhaus, Warft - Denkmaltyp: Bauliche Anlage, Sachgesamtheit: Pynackerhof | BW                               |

## Gründenkmale
| Objekt-ID      | Lage                                             | Offizielle Bezeichnung  | Beschreibung | Bild            |
| -------------- | ------------------------------------------------ | ----------------------- | --- | --------------- |
| 30641          | Nordstrandischmoor (54° 32′ 58″ N, 8° 48′ 37″ O) | Alter Friedhof          | Alter Friedhof; um 1817/1825; quadratisches, von Wassergräben umschlossenes Friedhofsfeld; 20 rechteckige Grabplatten aus Carrara-Marmor mit Inschriften - Begründung: geschichtlich, Kulturlandschaft prägend - Schutzumfang: Alter Friedhof, 20 Grabplatten aus Carrara-Marmor, Wassergraben - Denkmaltyp: Gründenkmal | BW              |
| 19536 Wikidata | Odenbüll (54° 29′ 24″ N, 8° 50′ 57″ O)           | Kirchhof                | Alteintragung (Aktualisierung vorgesehen) - Begründung: geschichtlich, Kulturlandschaft prägend - Schutzumfang: Kirchhof, Grabmale bis 1870 - Denkmaltyp: Gründenkmal, Sachgesamtheit: Kirche St. Vinzenz | Fotos hochladen |
| 13680 Wikidata | Trendermarschweg 12 (54° 28′ 2″ N, 8° 50′ 29″ O) | Pynackerhof: Obstgarten | Obstgarten; 2. H. 19. Jh.; Garten mit altem Baumbestand auf rechteckiger, von Wassergräben umschlossener Fläche mit Warft - Begründung: geschichtlich, wissenschaftlich, Kulturlandschaft prägend - Schutzumfang: Obstgarten, Graben um den Obstgarten - Denkmaltyp: Gründenkmal, Sachgesamtheit: Pynackerhof            | BW              |

## Quelle
- Liste der Kulturdenkmale in Schleswig-Holstein – Kreis Nordfriesland (PDF)

- Karte mit allen Koordinaten:
- OSM |
- WikiMap